# 포르네스피그미쌀쥐
포르네스피그미쌀쥐(Oligoryzomys fornesi)는 비단털쥐과 피그미쌀쥐속에 속하는 남아메리카 설치류이다. 브라질 북동부 지역부터 파라과이를 거쳐 아르헨티나 북동부 지역까지 분포한다. 핵형은 2n=62, FNa=64이다.